# Greta Gahn
Fanny Greta Maria Gahn, född 4 december 1894 i Uppsala, död 19 oktober 1996, var en svensk textilkonstnär.
Hon var dotter till översten Erik Gahn och Ebba Anna Natalia Hernmarck och syster till arkitekten Wolter Gahn.
Gahn studerade vid Högre konstindustriella skolan i Stockholm och vid Scuola di tessitura i Milano samt under studieresor till bland annat Tjeckoslovakien och Tyskland. Hon var biträdande lärare vid Högre konstindustriella skolan i Stockholm 1926–1930.
Gahn var chef och konstnärlig ledare för Handarbetets Vänner under åren 1931–1951. Där inledde hon ett samarbete med konstnären Alf Munthe. Gahns konstnärliga omdöme och tekniska kunnande fick stor betydelse för Munthes textila verk. Deras samarbete intensifierades när de tillsammans grundade och drev textilverkstaden Lekatt-Gården i Leksand. Gahn finns representerad vid bland annat Nationalmuseum i Stockholm och Röhsska museet.